# Dévoluy (commune)
Pour les articles homonymes, voir Dévoluy.
Dévoluy (appellation officielle) ou Le Dévoluy (appellation locale) est une commune française du  département des Hautes-Alpes, en région Provence-Alpes-Côte d'Azur.
Elle est constituée sous le statut de commune nouvelle le 1er janvier 2013 par la fusion des quatre communes de l'ancien canton de Dévoluy, : Agnières-en-Dévoluy, La Cluse, Saint-Disdier et Saint-Étienne-en-Dévoluy, son chef-lieu.

## Géographie

### Localisation
Dévoluy est une commune située dans la région naturelle du Dévoluy. Son chef-lieu, Saint-Étienne-en-Dévoluy, est situé à 19 kilomètres au nord-est de Veynes et à 18 kilomètres au nord-ouest de la préfecture Gap. Par la route, le bourg est distant de 28 kilomètres de Veynes et de 45 kilomètres de Gap.
Avec 18 637 hectares, la commune du Dévoluy constitue la deuxième commune du département en superficie, derrière Névache. Elle est également la dixième plus grande commune de France métropolitaine, derrière Hourtin (33) et devant Aix-en-Provence (13).
La commune est limitrophe des départements de la Drôme et de l'Isère.

### Communes limitrophes
Les communes limitrophes sont Aspres-sur-Buëch, Gap, Le Glaizil, Montmaur, Le Noyer, Rabou, La Roche-des-Arnauds, Saint-Julien-en-Beauchêne, Lus-la-Croix-Haute, Tréminis, Monestier-d'Ambel et Pellafol.
| Tréminis (Isère)                            | Pellafol (Isère), Monestier-d'Ambel (Isère) | Le Glaizil |
| Lus-la-Croix-Haute (Drôme)                  | Dévoluy                                     | Le Noyer   |
| Saint-Julien-en-Beauchêne, Aspres-sur-Buëch | Montmaur, La Roche-des-Arnauds              | Gap, Rabou |

### Relief et géologie
La commune couvre tout le massif du Dévoluy.
Le territoire de la commune du Dévoluy possède de nombreuses cavités souterraines, les chourums, propices à la spéléologie.
Ce territoire est également sujet aux phénomènes d’avalanches
Le Mélèze d'Europe, ou Mélèze commun (Larix decidua) est particulièrement présent dans le Dévoluy.

### Hydrographie et eaux souterraines

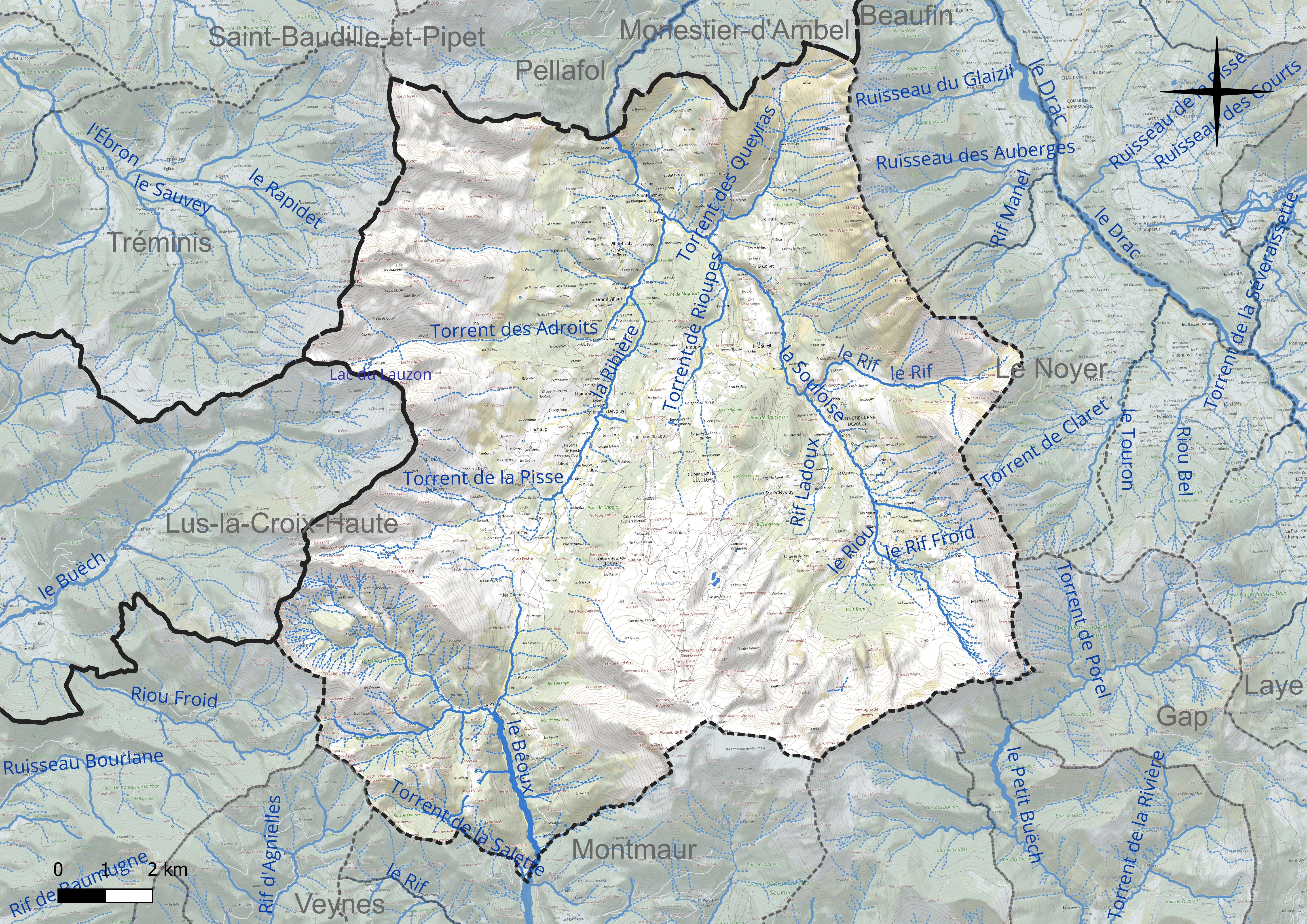
Carte hydrographique de la commune.

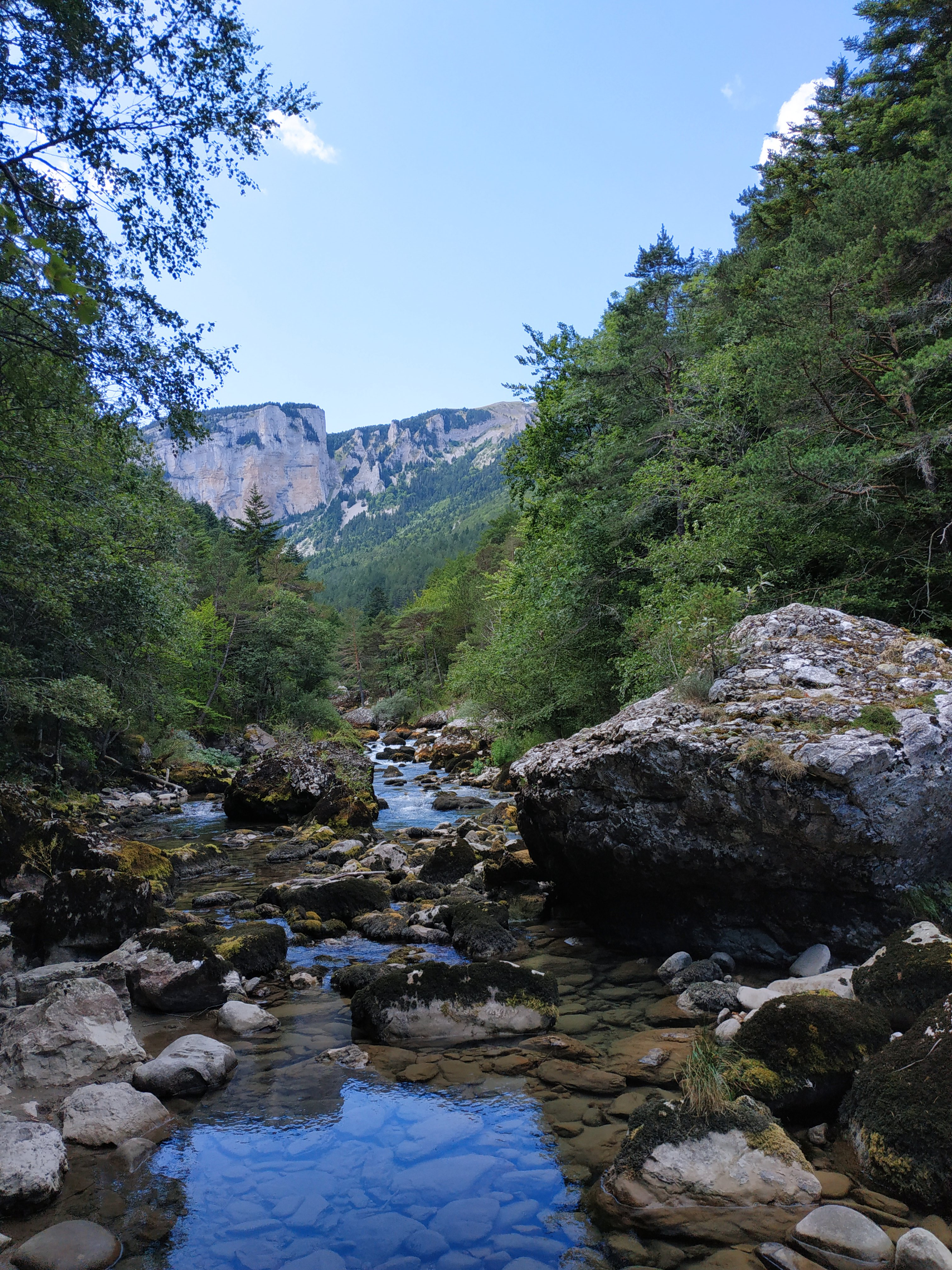
La Souloise en bas de Saint-Disdier.

Cours d'eau sur la commune ou à son aval :
- rivière la Souloise et ses affluents ;
- La commune est arrosée par la Ribière, qui descend de la crête des Aiguilles et se jette dans la Souloise à Saint-Disdier, quelques kilomètres plus au nord ;
- torrents de merdarel, de rioupes, des queyras, la ribière, de la grésière, de la gearette, de la pisse, des adroits, des pertusets, de l'are, le béoux, de mouche chat, des plates, de pré la pierre, des ormants, du clos des ânes, des aberts, de rabioux, de font bidouine, de crève corps, de la salette ;
- ruisseau de fontète ;
- béal de glaisette ;
- le rif froid.

Le Petit Buëch est un sillon qui sépare le Dévoluy des Préalpes du Diois.

### Climat
Pour des articles plus généraux, voir Climat de Provence-Alpes-Côte d'Azur et Climat des Hautes-Alpes.
En 2010, le climat de la commune est de type climat de montagne, selon une étude du Centre national de la recherche scientifique s'appuyant sur une série de données couvrant la période 1971-2000. En 2020, Météo-France publie une typologie des climats de la France métropolitaine dans laquelle la commune est exposée à un climat de montagne ou de marges de montagne et est dans la région climatique Alpes du sud, caractérisée par une pluviométrie annuelle de 850 à 1 000 mm, minimale en été.
Pour la période 1971-2000, la température annuelle moyenne est de 7 °C, avec une amplitude thermique annuelle de 16,3 °C. Le cumul annuel moyen de précipitations est de 1 168 mm, avec 8,1 jours de précipitations en janvier et 6,2 jours en juillet. Pour la période 1991-2020, la température moyenne annuelle observée sur la station météorologique installée sur la commune est de 7,2 °C et le cumul annuel moyen de précipitations est de 1 100,6 mm. 
La température maximale relevée sur cette station est de 34,4 °C, atteinte le 7 juillet 2015 ; la température minimale est de −25,1 °C, atteinte le 5 février 2012,,.
| Mois                                  | jan.           | fév.           | mars           | avril          | mai           | juin          | jui.          | août            | sep.            | oct.            | nov.           | déc.           | année      |
| ------------------------------------- | -------------- | -------------- | -------------- | -------------- | ------------- | ------------- | ------------- | --------------- | --------------- | --------------- | -------------- | -------------- | ---------- |
| Température minimale moyenne (°C)     | −6,5           | −6,6           | −3,1           | −0,1           | 4,1           | 7,2           | 8,7           | 8,7             | 5,5             | 2,6             | −1,7           | −5,1           | 1,1        |
| Température moyenne (°C)              | −1,5           | −0,9           | 2,9            | 6,1            | 10,5          | 14,2          | 16,4          | 16,2            | 12,1            | 8,3             | 2,9            | −0,5           | 7,2        |
| Température maximale moyenne (°C)     | 3,5            | 4,7            | 9              | 12,4           | 16,8          | 21,3          | 24,1          | 23,8            | 18,7            | 13,9            | 7,5            | 4              | 13,3       |
| Record de froid (°C) date du record   | −25 12.01.1987 | −25,1 05.02.12 | −19,5 01.03.05 | −11 11.04.1994 | −5 18.05.1991 | −2,7 04.06.01 | 1 06.07.1996  | −0,3 31.08.1995 | −4,5 29.09.1993 | −9,2 30.10.1997 | −20 23.11.1988 | −19,9 13.12.12 | −25,1 2012 |
| Record de chaleur (°C) date du record | 15,1 30.01.02  | 18,2 27.02.19  | 22 18.03.1993  | 24,1 10.04.11  | 29,8 22.05.22 | 33,5 26.06.19 | 34,4 07.07.15 | 34,3 23.08.23   | 30 17.09.1987   | 26,3 07.10.09   | 20 01.11.1989  | 15,3 01.12.00  | 34,4 2015  |
| Précipitations (mm)                   | 84,3           | 58,7           | 71             | 93,8           | 95            | 78,3          | 58,9          | 68,9            | 95,5            | 138,1           | 156,7          | 101,4          | 1 100,6    |

| Diagramme climatique                                  |             |         |              |           |             |             |             |             |              |              |            |
| J                                                     | F           | M       | A            | M         | J           | J           | A           | S           | O            | N            | D          |
| 3,5−6,584,3                                           | 4,7−6,658,7 | 9−3,171 | 12,4−0,193,8 | 16,84,195 | 21,37,278,3 | 24,18,758,9 | 23,88,768,9 | 18,75,595,5 | 13,92,6138,1 | 7,5−1,7156,7 | 4−5,1101,4 |
| Moyennes : • Temp. maxi et mini °C • Précipitation mm |             |         |              |           |             |             |             |             |              |              |            |

Les paramètres climatiques de la commune ont été estimés pour le milieu du siècle (2041-2070) selon différents scénarios d'émission de gaz à effet de serre à partir des nouvelles projections climatiques de référence DRIAS-2020. Ils sont consultables sur un site dédié publié par Météo-France en novembre 2022.

## Urbanisme

### Typologie
Au 1er janvier 2024, Dévoluy est catégorisée commune rurale à habitat très dispersé, selon la nouvelle grille communale de densité à 7 niveaux définie par l'Insee en 2022.
Elle est située hors unité urbaine et hors attraction des villes,.

### Occupation des sols
- Végétation clairesemée

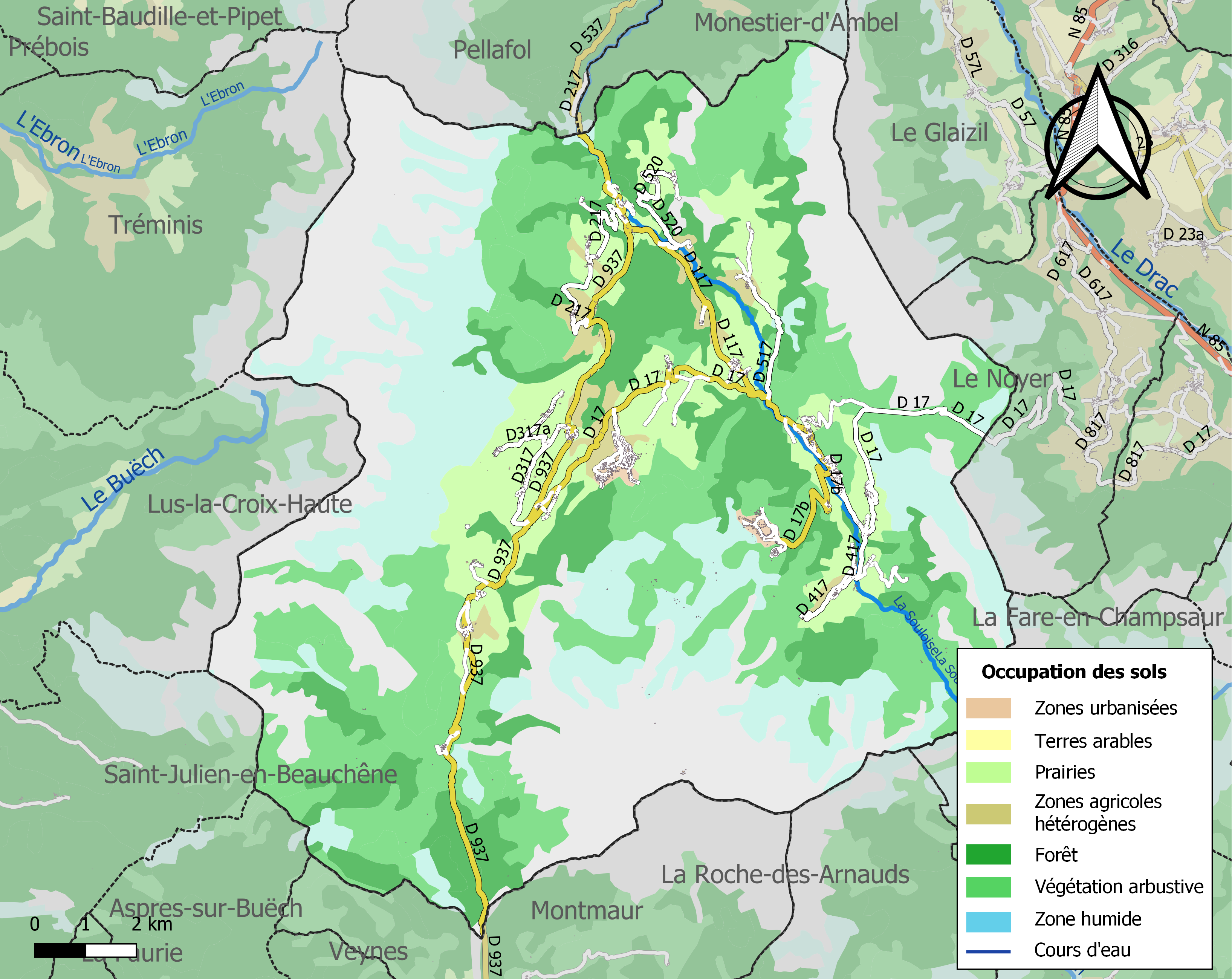
Carte de l'occupation des sols de la commune en 2018 (CLC).
Végétation clairesemée

L'occupation des sols de la commune, telle qu'elle ressort de la base de données européenne d’occupation biophysique des sols Corine Land Cover (CLC), est marquée par l'importance des forêts et milieux semi-naturels (85,1 % en 2018), en diminution par rapport à 1990 (86,7 %).
La répartition détaillée en 2018 est la suivante : espaces ouverts, sans ou avec peu de végétation (42,4 %), milieux à végétation arbustive et/ou herbacée (27,3 %), forêts (15,4 %), prairies (12,3 %), zones agricoles hétérogènes (2 %), espaces verts artificialisés, non agricoles (0,4 %), zones urbanisées (0,1 %).
L'IGN met par ailleurs à disposition un outil en ligne permettant de comparer l’évolution dans le temps de l’occupation des sols de la commune (ou de territoires à des échelles différentes). Plusieurs époques sont accessibles sous forme de cartes ou photos aériennes : la carte de Cassini (XVIIIe siècle), la carte d'état-major (1820-1866) et la période actuelle (1950 à aujourd'hui).

### Voies de communication et transports
Trois routes départementales desservent la commune :
- la D 217 au nord par le défilé de La Souloise vers le département de l'Isère ;
- la D 937 au sud par le col du Festre, axe principal pour se rendre à Veynes et Gap ;
- la D 17 à l'ouest par le col du Noyer ouverte seulement l'été.

La gare ferroviaire la plus proche est la gare de Veynes - Dévoluy, reléiée par TER à Aix-en-Provence, Grenoble, Marseille-Saint-Charles, Valence-Ville et Valence-TGV, ainsi que par train de nuit à Paris-Austerlitz.
La ligne de bus Zou ! Hautes-ALpes 515 / Dévoluy-Voyages (réservation conseillée) relie la gare de Veynes-Dévoluy aux principaux lieux de la commune,, allant de 30 minutes pour La Cluse à un peu moins d'une heure pour SuperDévoluy.
Les navettes inter-stations permettent également une desserte locale,.
Des transports à la demande (taxis) sont possibles depuis les gares de Grenoble (92 kilomètres) et de Veynes (29 kilomètres).

## Toponymie
La commune du Dévoluy est née de la fusion des communes d'Agnières-en-Dévoluy, La Cluse, Saint-Disdier et Saint-Étienne-en-Dévoluy. Son nom est celui du massif éponyme qui constitue l'intégralité de son territoire.
Si le toponyme, en tant que nom de commune est récent, le toponyme Dévoluy est, par contre bien plus ancien et apparaît au XIe siècle sous les formes Devologium, Devolodium  en 1150 dans le cartulaire de l'abbaye de Durbon.
Dévoluy provient du verbe dévaler, évoquant les champs d'éboulis et les ravinements des torrents avec un adage un brin moqueur, « on ne sait pas ce qu'ils sèment, mais chaque année ils récoltent des pierres », qui donne l'image du paysage minéral du Dévoluy.
Bien que le nom officiel de la commune nouvelle soit Dévoluy sans article, l'usage local est de dire Le Dévoluy par similitude avec le nom du massif montagneux qui s'accorde au masculin.

## Histoire
Afin de mettre en commun les moyens de quatre communes peu peuplées, mais dont deux sont dotées de stations de ski, à l'initiative de Jean-Marie Bernard, alors président de la communauté de communes du Dévoluy qui les groupait et maire de Saint-Étienne-en-Dévoluy ,
Les arrêtés préfectoraux des 13 mars et 2 octobre 2012 créent officiellement la commune nouvelle du Dévoluy qui prend effet le 1er janvier 2013.

## Politique et administration

### Rattachements administratifs et électoraux

#### Rattachements administratifs
La commune se trouve depuis sa création en 2013 dans l'arrondissement de Gap du département des Hautes-Alpes.
Elle constituait depuis cette date jusqu'au redécoupage cantonal de 2014 en France le canton de Dévoluy. Cette circonscription administrative territoriale a alors disparu, et le canton n'est plus qu'une circonscription électorale.

#### Rattachements électoraux
Pour les élections départementales, la commune fait partie depuis 2014 du canton de Veynes.
Pour l'élection des députés, elle fait partie de la première circonscription des Hautes-Alpes.

### Intercommunalité
Dévoluy lors de sa création, est devenu membre de la communauté de communes des Deux Buëch , un établissement public de coopération intercommunale (EPCI) à fiscalité propre créé en 2000 et auquel la commune a transféré un certain nombre de ses compétences, dans les conditions déterminées par le code général des collectivités territoriales.
Dans le cadre des dispositions de la loi portant nouvelle organisation territoriale de la République du 7 août 2015, qui prévoit que les établissements publics de coopération intercommunale (EPCI) à fiscalité propre doivent, sauf exceptions, avoir un minimum de 15 000 habitants, cette intercommunalité a fusionné avec la communauté de communes du Haut Buëch pour former, le 1er janvier 2017, la communauté de communes Buëch Dévoluy, dont est désormais membre la commune.

### Administration municipale
Le siège de la commune nouvelle a été placé au siège de l'ancienne communauté de communes du Dévoluy, dissoute par la création de Dévoluy, qui fusionne ses quatre anciennes communes membres.
De 2013 jusqu'aux élections municipales de 2014, la commune nouvelle a été administrée par un conseil municipal comprenant 41 membres, dont 11 issus du conseil municipal d'Agnières-en-Dévoluy, 5 issus du conseil municipal de La Cluse, 15 issus du conseil municipal de Saint-Etienne-en-Dévoluy et 10 issus du conseil municipal de Saint-Disdier pris dans l'ordre du tableau.
Pour les mandats suivants, le nombre de conseillers municipaux a été réduit à l'effectif normal des conseils municipaux correspondants à la strate démographique de la commune, soit 15 conseillers,, y compris le maire et ses adjoints.

### Liste des maires
| Période      | Période                   | Identité            | Étiquette | Qualité |
| ------------ | ------------------------- | ------------------- | --------- | --- |
| janvier 2013 | avril 2015                | Jean-Marie Bernard, | UMP       | Ingénieur des travaux publics d’État Maire de Saint-Étienne-en-Dévoluy (1989 → 2012) Conseiller général de Dévoluy (1994 → 2015) Conseiller départemental de Veynes (2015 → ) Vice-président puis président (2015 → ) du conseil départemental des Hautes-Alpes Président de la CC du Dévoluy ( ? → 2012) Président de la CC Buëch Dévoluy (2014 → 2020) Démissionnaire |
| avril 2015   | juillet 2020,             | Jacqueline Puget    |           | Retraitée salariée du secteur privé |
| juillet 2020 | novembre 2022,            | Marie-Paule Rogou   |           | Ancienne employée Mandat écourté par la démission d'une partie du conseil municipal, puis de la maire |
| janvier 2023 | En cours (au 22 mai 2024) | Alexandra Butel     |           | Salariée du secteur privé, nièce de Jean-Marie Bernard |

## Équipements et services publics

### Eau et déchets
Le Dévoluy dispose de deux stations d'épuration :
- celle d'Agnières-en-Dévoluy, d'une capacité de 4000 équivalent-habitants[41] ;
- celle de Saint-Étienne-en-Dévoluy, d'une capacité de 7500 équivalent-habitants[42].

### Enseignement
Établissements d'enseignements :
- le regroupement pédagogique du Dévoluy[43] :
  - les maternelles : (2 ans, Petite Section, Moyenne Section, Grande Section) ainsi que les CP regroupés à Agnières[44],
  - tous les CE1, CE2, CM1, CM2, quel que soit le lieu de résidence, sont regroupés à St-Étienne-en-Dévoluy[45] ;
- l'école de ski internationale Dévoluy[46].

### Santé
Professionnels et établissements de santé[Quand ?] :
- pôle médical à la station de La Joue du Loup (Agnières-en-Dévoluy) ou plus loin à Corps, La Roche-des-Arnauds, Mens ;
- pharmacie à La Joue du Loup (Agnières-en-Dévoluy) ou plus loin à Corps, La Roche-des-Arnauds, Mens ;
- la ville de Gap possède un hôpital, le Centre hospitalier intercommunal des Alpes du Sud (CHICAS[48]) qui se divise en trois entités. Le premier site, le plus important, est celui de Gap qui est le plus grand centre hospitalier des Alpes du Sud. Gap est également doté d'un site spécialisé dans la gériatrie. À la suite d'une fusion, le CHICAS gère le site de Sisteron ;
- à Gap, la polyclinique des Alpes du Sud ainsi que d'autres centres de rééducations[49] ;
- il existe également une maison médicale du Gapençais[50].

## Population et société

### Démographie
La population des anciennes communes puis de la commune nouvelle est connue par les recensements menés régulièrement par l'Insee. Ces chiffres concernent le territoire de l'actuelle commune nouvelle.
En 2025, la commune nouvelle comptait 885 habitants.
| 1968 | 1975 | 1982 | 1990 | 1999 | 2010  | 2015 | 2021 |
| ---- | ---- | ---- | ---- | ---- | ----- | ---- | ---- |
| 869  | 885  | 910  | 929  | 945  | 1 017 | 994  | 895  |

### Cultes
- Culte catholique, Paroisse Agnières en Dévoluy - Gap - Embrun[52], Diocèse de Gap.

## Économie

### Agriculture
L’usage des sols agricoles témoigne d'une prédominance de l’élevage représenté par un important cheptel ovin. 47 exploitations agricoles sont présentes dans la commune, et se répartissent 4630 hectares de surface agricole à travailler.

### Tourisme
Le secteur du tourisme est développé avec les stations de sports d'hiver de SuperDévoluy et de La Joue du Loup, réunies en domaine skiable du Dévoluy dans le cadre d'une "société d’économie mixte Dévoluy".

### Commerces
- Commerces de proximité[56].
- Restaurant Bistrot de pays L'Étincelle[57],[58].
- Restaurants et bars[59].

## Culture locale et patrimoine

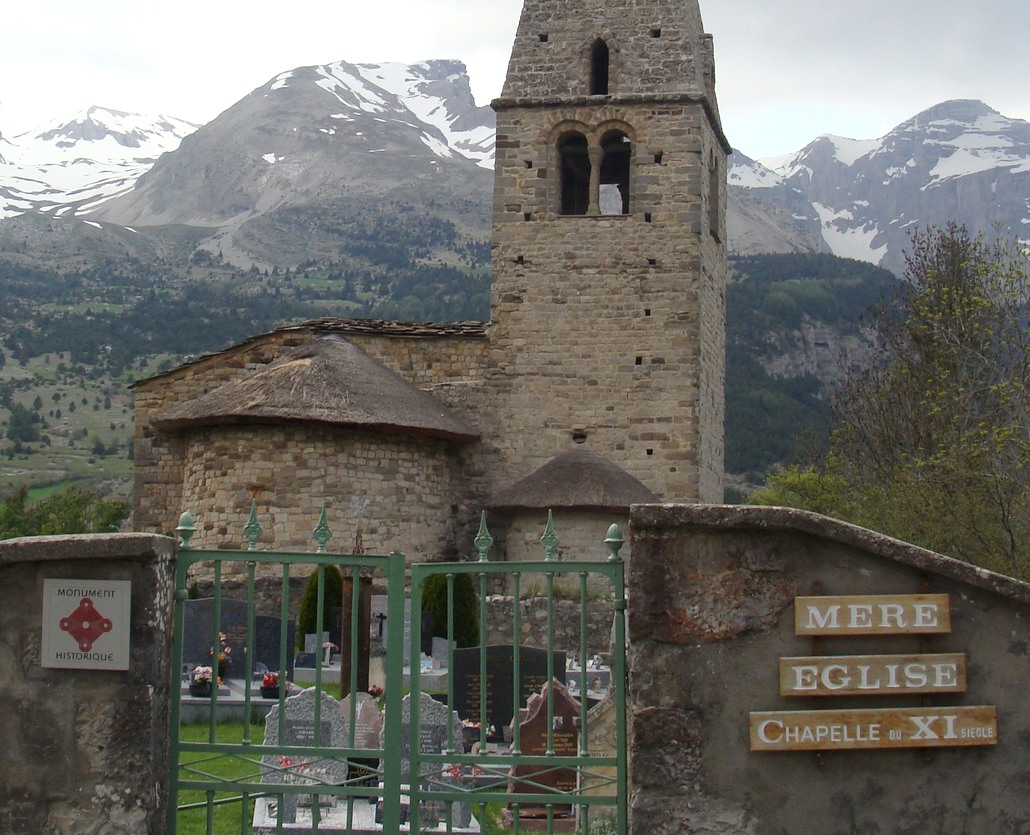
La Mère Église vue de la route d'accès (Saint-Disdier en Dévoluy).

### Lieux et monuments
- La chapelle des Gicons, dite « Mère Église »  Classé MH (1927)[60]. Cette petite église, dont la date de construction est inconnue (XIe ou XIIe siècle), et dont le surnom est d'origine inconnue (mère pour maire, principale ?), est de style roman, comportant une nef à trois travées en voûtes de plein cintre et une abside semi-circulaire, le tout flanqué d'une chapelle latérale surmontée du clocher et prolongée par une absidiole. Le bâtiment, plusieurs fois modifié, a été longtemps laissé à l'abandon. Il est actuellement en restauration à l'instigation d'une association locale[61], et avec le soutien de la commune.
- Résidences Le Bois d’Aurouze et Les Issarts de la station de Superdévoluy, conçues par Henry Bernard et Maurice Fornier, construites de 1966 à 1976[62].
- Le plateau et le pic de Bure (2709 m.) ; le site de radiotélescopes du plateau (interféromètre du plateau de Bure).
- Le col du Noyer.
- Les étroits, défilé de la rivière Souloise, site d'une importante via ferrata.
- Les Récollets.
- L'église de la Cluse ; clocher déporté, abside semi-circulaire de style roman, vitrail circulaire représentant l'apparition de Notre-Dame de la Salette.
- La statue de la Vierge à l'enfant, au bord de la route de Veynes, juste avant le col du Festre.
- Les sources des Gillardes sont les deuxièmes plus importantes résurgences de France.
- Chapelle Sainte-Anne du Pré.
- Chapelle Sainte-Brigitte du Collet.
- Chapelle Saint-Grégoire de Rioupes.
- Chapelle Saint-Jean-Baptiste de Truchières.
- Chapelle Saint-Joseph de Truziaud.
- Chapelle Saint-Laurent-et-Saint-André de l'Enclus.

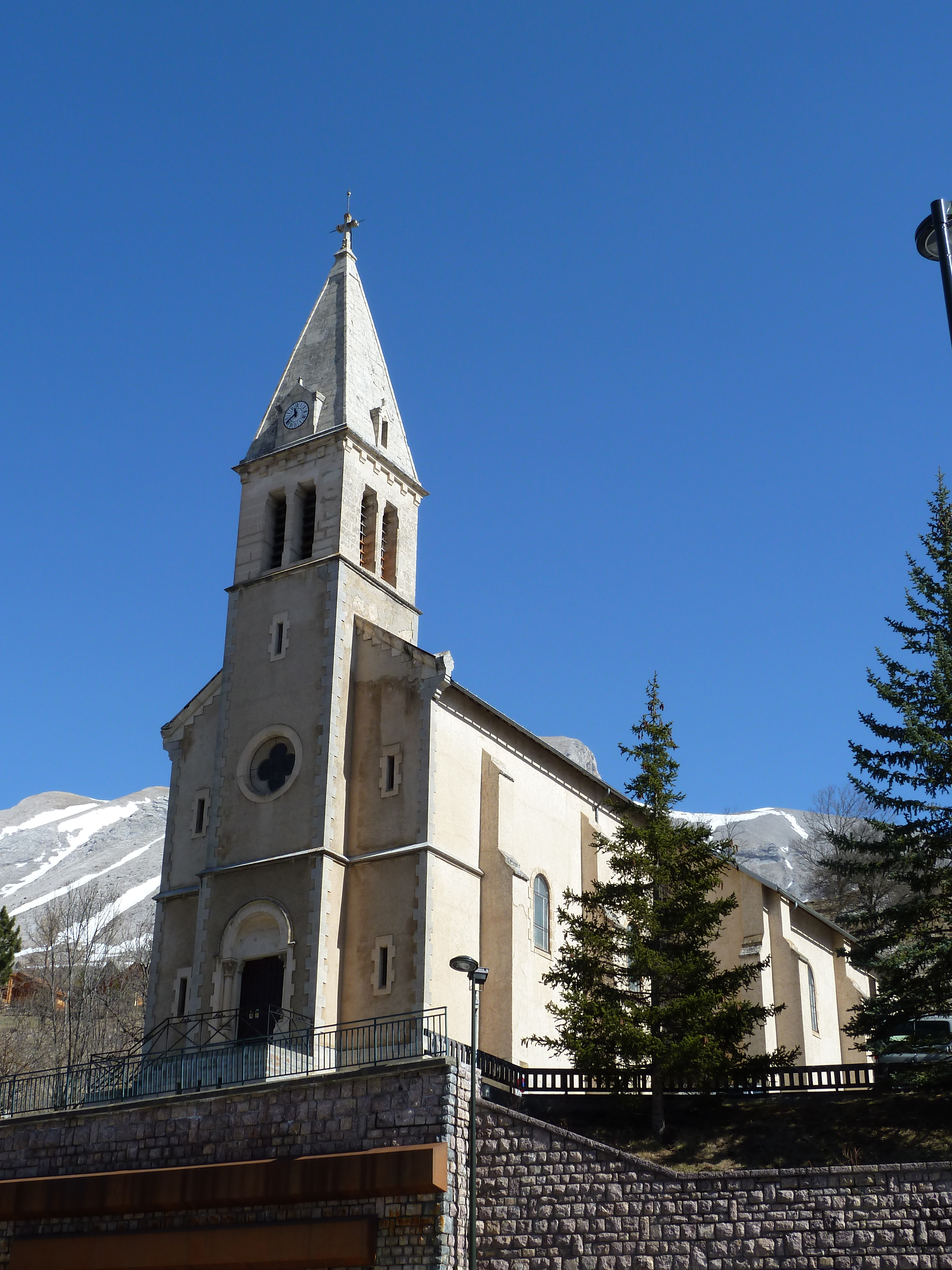
L'église Saint-Étienne (Saint-Étienne-en-Dévoluy).
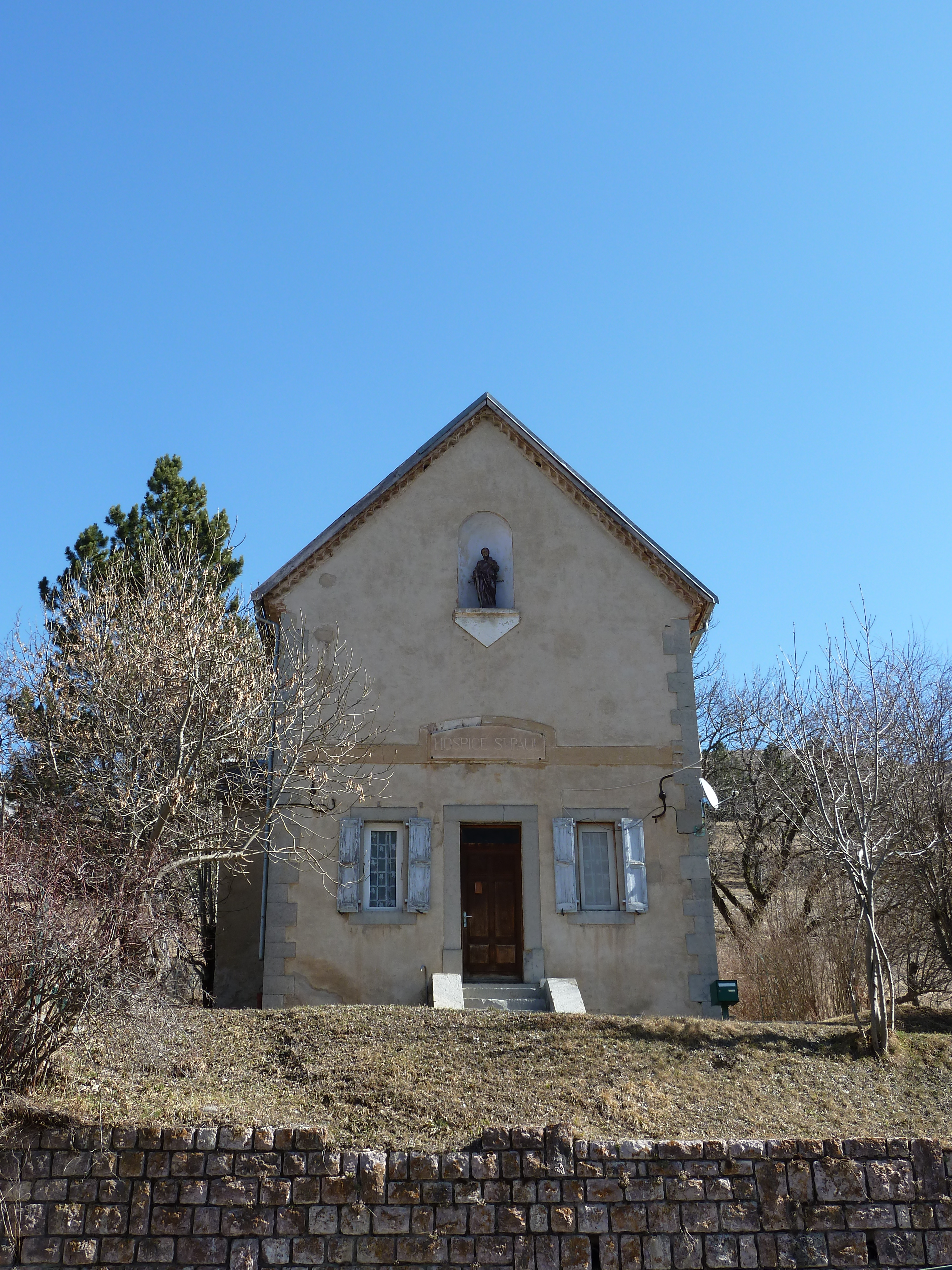
L'hospice Saint-Paul (Saint-Étienne-en-Dévoluy).
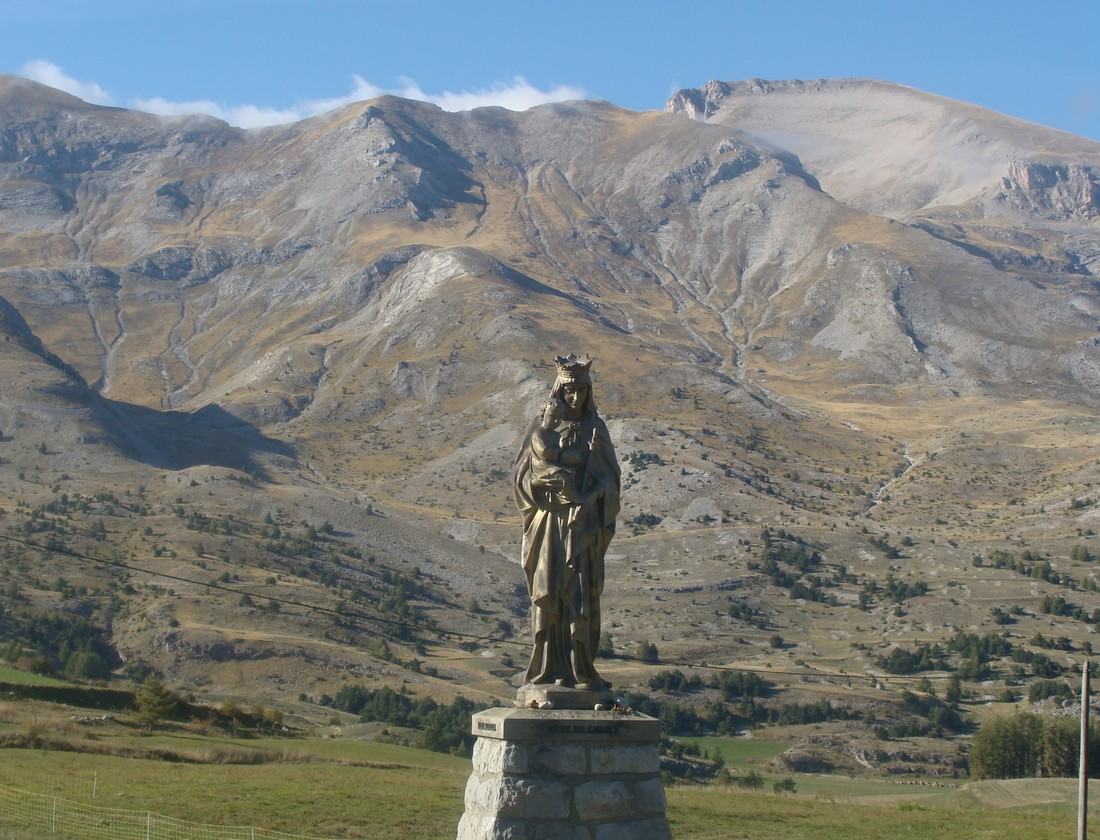
Vierge à l'Enfant (col du Festre).
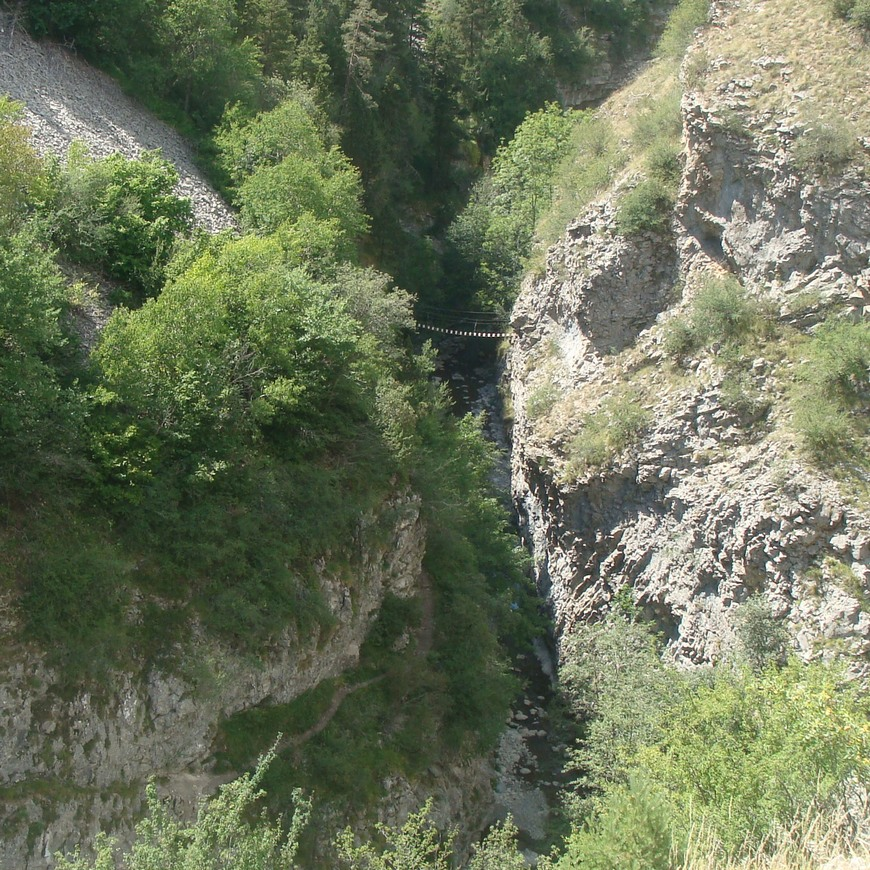
Les Étroits.
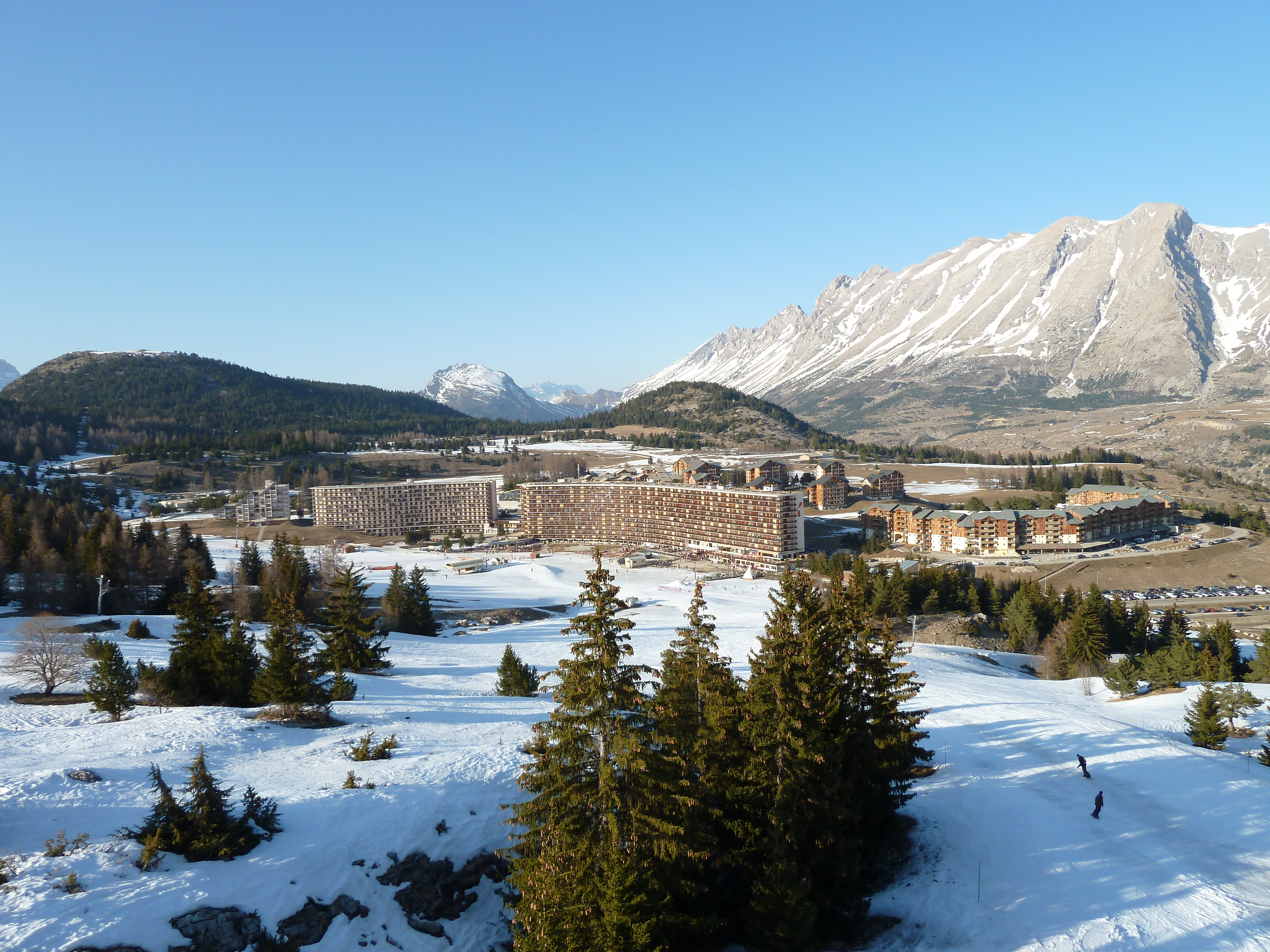
Domaine skiable du Dévoluy.

### Personnalités liées à la commune
- Jean de Bertet ( ? -1678), agent général du clergé de France de 1630 à 1635[pourquoi ?]
- Jeanne Bertrand (1880-1957), photographe et sculptrice française, connue pour avoir vécu avec (et peut-être influencé) la photographe Vivian Maier dans le Bronx, New York vers 1930. Elle est née à Agnières-en-Dévoluy dans le hameau des Flauds, de parents originaires du Champsaur, son père était chef-cantonnier dans le Dévoluy.
- Émile Marintabouret (1889-1948), homme politique français, né au Courtil, hameau de Saint-Étienne-en-Dévoluy.
- André Kauffer (1893-1977), artiste lorrain, dont le Dévoluy fut un thème d'inspiration.
- Jean Couzy (1923-1958), alpiniste français amateur, à la fois glaciériste complet et rochassier de très haut niveau[63], il participe en 1950 à l'expédition victorieuse de l'Annapurna, premier 8 000 de l'histoire de l'alpinisme, et réalise en 1955 la première ascension du Makalu (8 463 m), également dans l'Himalaya. Il meurt dans l'ascension de la crête des Bergers (rebord méridional du plateau de Bure).
- René Desmaison (1930-2007), alpiniste français, guide de haute montagne, il est l'auteur, à partir du milieu des années 1950 et pendant plus de 30 ans, de nombreuses premières ascensions de grande difficulté dans les Alpes, l'Himalaya et les Andes. Alpiniste très médiatisé, il est impliqué dans plusieurs polémiques.
En septembre 1961, accompagné d'André Bertrand et de Yves Pollet-Villard, il effectue la première ascension du pilier oriental du pic de Bure, dans le massif du Dévoluy. Cette ascension est présentée à l'époque comme « l'escalade la plus difficile des massifs calcaires des Alpes françaises » ; cotée TD+ (très difficile supérieur), elle reste aujourd'hui une entreprise sérieuse et emblématique du massif. Décédé en 2007, ses cendres ont été dispersées dans le cimetière de la Mère église (commune de Saint-Disdier). Une sculpture à son effigie a été inaugurée le 1er août 2008 à SuperDévoluy. Cette œuvre de Livio Benedetti fait face au pic de Bure.
- Anne-Marie Peysson (1935-2015), speakerine et journaliste française, née à Saint-Disdier.
- Olivier Panis (1966- ), pilote automobile français, participe au Rallye hivernal du Dévoluy[64].
- Laurent Artufel (1977- ), acteur, journaliste, auteur, scénariste, et animateur de radio et de télévision français, vécu de 1982 à 1985 dans le village.
- Cyprien Sarrazin (1994- ), skieur alpin français, dont la carrière en Coupe du monde débute en 2016  et qui se révèle au plus haut niveau international dans les épreuves de vitesse au cours de l'hiver 2023-2024[65], commence à skier à l'âge de 6 ans à SuperDévoluy et La Joue du Loup avec son père qui est moniteur de ski sur les pentes du massif du Dévoluy.

## Pour approfondir